# Desmopsis
Desmopsis é um género botânico pertencente à família Annonaceae.